# Ashra
Ashra — немецкая группа, представляющая Берлинскую школу электронной музыки, которая была основана в 1976 году.
Ashra — вторая фаза группы космического краут-рока Ash Ra Tempel, у которой её основатель (а иногда и единственный член) Мануэль Гёттшинг изменил музыкальное направление.
Название Ashra является укороченной версией названия бывшей группы Гёттшинга Ash Ra Tempel. Изменение названия связано с изменением стиля — музыка стала менее психоделической и более ориентированной на электронику.
Ashra — это продолжение Ash Ra Tempel, переход из космически-психоделического храма на электронную территорию Берлина, характеризуемую творчеством Tangerine Dream.

## История возникновения Ashra
Гёттшинг всегда был центральной фигурой в Ash Ra Tempel, превращая психоделические джемы группы в демонстрацию его космической гитарной игры. Однако статус Ash Ra Tempel был поставлен под сомнение в конце 1973 года, когда группа стала работать по схеме «Гёттшинг плюс приглашённая звезда».
Ash Ra Tempel сыграла свой последний концерт в феврале 1973 года, её последний альбом Starring Rosi был записан в конце того же года (на нём играл будущий член Ashra Харалд Гросскопф).
После распада Ash Ra Tempel, Гёттшинг не был заметен на музыкальной сцене вплоть до 1975 года, когда он выпустил свой дебютный сольный альбом Inventions for Electric Guitar. В альбоме начал выкристаллизовываться его интерес к электронной музыке и появились эффекты, которые Гёттшинг в дальнейшем будет использовать в своей работе в Ashra, но только в зачаточной форме.

## Творческая биография группы
К 1975 году Гёттшинг был в буквальном смысле человеком-оркестром, поддерживая свои гитарные исследования синтезаторами и секвенсорами, благодаря чему музыка стала звучать чище и доставляла медитативное наслаждение.
В 1976 году Гёттшинг выпустил на лейбле Isadora Records дебютный альбом Ashra, названный New Age of Earth. Всю музыку из альбома написал и исполнил сам Гёттшинг. В основном синтезаторный альбом с небольшими гитарными вставками, он стал результатом нового направления в творчестве Гёттшинга. Красивый и лиричный, с сольной гитарой на фоне электронного гобелена, он значительно более наполнен человеческими чувствами, чем аналогичные работы Берлинской школы того времени. Этот альбом станет самым популярным у Ashra и лучшей работой Гёттшинга, под каким бы именем тот ни выступал.
Второй альбом Blackouts 1977 года также был полностью сольным, это очень расслабляющий альбом и отличный способ отдохнуть после тяжелого дня.
В 1979 году вышел третий альбом Ashra Correlations. На этот раз в его записи помимо Гёттшинга приняли участие Лутц Улбрих на гитаре и клавишных, а также бывший барабанщик Wallenstein и Cosmic Couriers Харалд Гросскопф (который играл на последнем альбоме Ash Ra Tempel).
В этом составе группа выпустила в 1980 году ещё один альбом Belle Alliance. Однако после этого альбома группа на некоторое время прекратила существование.
Впервые после длительного перерыва Ashra (в составе Гёттшинга и Улбриха) появилась вновь в 1990 году с альбомом Walkin' the Desert.
В 1991 году последовал Tropical Heat, который Ashra (тогда ещё трио) записало ещё в середине 1980-х годов.
Следующий альбом группы Sauce Hollandaise 1998 года был концертным, он был записан и издан в Голландии. На этом альбоме к трио присоединился Стив Балтес, который позднее будет фигурировать и на серии альбомов @shra, первый из которых также был издан в 1998 году. Звучание серии @shra было более ориентировано на техно.

## Дискография

### Студийные альбомы
- 1976 — New Age of Earth
- 1977 — Blackouts
- 1979 — Correlations
- 1980 — Belle Alliance
- 1990 — Walkin' the Desert
- 1991 — Tropical Heat (записан в 1985-88 годах)

### Концертные альбомы
- 1998 — Sauce Hollandaise
- 1998 — @shra
- 2002 — @shra Vol. 2 (запись 1997 года)